# 久留米郵便局
久留米郵便局（くるめゆうびんきょく）は福岡県久留米市にある郵便局。民営化前の分類では集配普通郵便局であった。

## 概要

### 住所
- 〒830-8799：福岡県久留米市日吉町23-7

### 併設施設
- ゆうちょ銀行久留米店（熊本支店久留米出張所）：取扱店番号740010

### 分室
分室はなし。かつて存在した分室は以下の通り。
- 自衛隊内分室 - 訓練所内分室として開設。1990年（平成2年）に廃止された。

## 沿革
- 1872年8月4日（明治5年7月1日） - 久留米郵便取扱所として開設[1]。
- 1873年（明治6年）2月5日 - 久留米郵便仮役所となる[1]。
- 1873年（明治6年）4月3日 - 久留米郵便役所となる[1]。
- 1875年（明治8年）1月1日 - 久留米郵便局（二等）となる。翌日より為替取扱を開始[1]。
- 1879年（明治12年） - 貯金取扱を開始[1]。
- 1889年（明治22年）4月1日 - 久留米郵便電信局となる[1]。
- 1903年（明治36年）4月1日 - 通信官署官制の施行に伴い久留米郵便局となる[1]。
- 1947年（昭和22年）12月11日 - 郵便局で取扱う電話通話事務を除く電話事務を久留米電話局に移管[2]。
- 1950年（昭和25年）10月21日 - 三井郡高良内村字内野に訓練所内分室を設置。
- 1951年（昭和26年）10月1日 - 訓練所内分室を予備隊内分室に改称。
- 1952年（昭和27年）5月15日 - 予備隊内分室を久留米市高良内町から同市国分町に移転。翌日、保険年金事務の取扱を廃止。
- 1952年（昭和27年）10月15日 - 予備隊内分室を保安隊内分室に改称。
- 1954年（昭和29年）7月1日 - 保安隊内分室を自衛隊内分室に改称。
- 1956年（昭和31年）10月11日 - 自衛隊内分室において、電話通話および和文電報受付事務の取扱を開始[3]。
- 1958年（昭和33年）4月1日 - 電話通話事務の取扱を開始。
- 1968年（昭和43年）8月25日 - 和文電報配達事務を久留米電報電話局に移管。
- 1969年（昭和44年）11月 - 局舎新築落成。
- 1978年（昭和53年）9月30日 - 電話通話業務を久留米電報電話局に移管。
- 1990年（平成2年）4月29日 - 自衛隊内分室を廃止。
- 1992年（平成4年）8月3日 - 外国通貨の両替および旅行小切手の売買に関する業務取扱を開始。
- 1995年（平成7年）10月9日 - 久留米南郵便局[4]から集配業務を移管。
- 2007年（平成19年）10月1日 - 民営化に伴い、併設された郵便事業久留米支店、ゆうちょ銀行久留米店に一部業務を移管。
- 2012年（平成24年）10月1日 - 日本郵便株式会社発足に伴い、郵便事業久留米支店を久留米郵便局に統合。

## 取扱内容

### 主な内容
- 郵便、印紙、ゆうパック、内容証明
- 生命保険、バイク自賠責保険、自動車保険、がん保険、引受条件緩和型医療保険
- 久留米市内の一部地域の集配業務
- ゆうゆう窓口

### ゆうちょ銀行久留米店
- 貯金、貸付、為替、振替、振込、国際送金、外貨両替、国債、投資信託、変額年金保険
- ATM

## その他
時間外は建物の一部が施錠されるため、スロープが利用できず車椅子でのATM利用が不可能。（ゆうゆう窓口は利用可能）
駐車場はタイムズと提携しており20分以内の利用の場合は駐車料金が無料になる。

## 周辺
- 久留米市役所
- 久留米井筒屋

## アクセス
- 西鉄天神大牟田線 西鉄久留米駅から徒歩で約11分。
- JR鹿児島本線・久大本線 久留米駅から徒歩で約19分。
- 西鉄バス「六ツ門」停留所もしくは「日吉町」停留所下車。
- 九州自動車道 久留米ICから西へ約4km。
- 国道209号沿い
- 駐車場あり：10台